# Cryptocephalus ayvazi
Cryptocephalus ayvazi is een keversoort uit de familie bladkevers (Chrysomelidae). De wetenschappelijke naam van de soort werd in 2002 gepubliceerd door Gok & Sassi.